# Julie Ann Emery

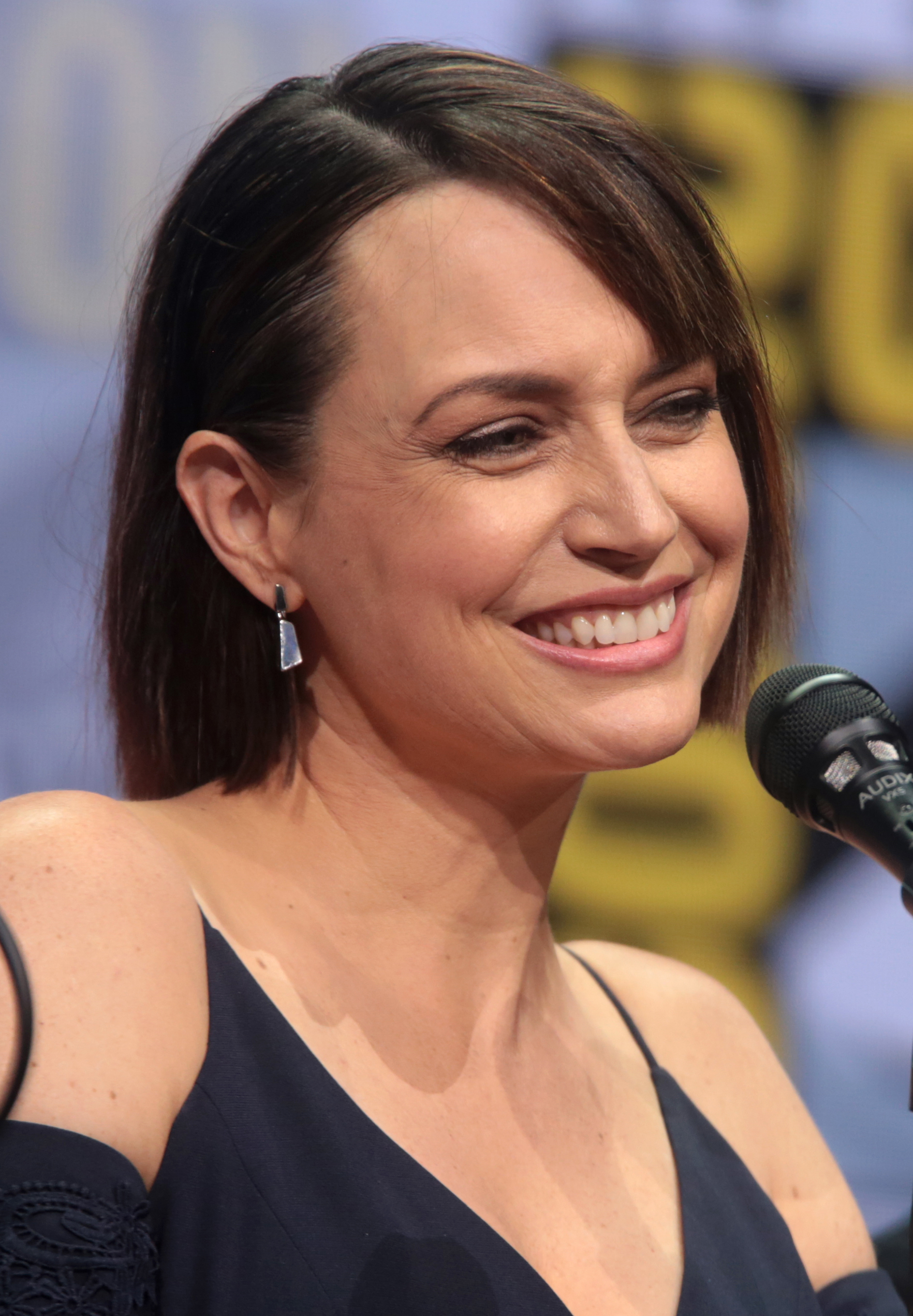
Julie Ann Emery auf der San Diego Comic-Con International (2017)

Julie Ann Emery (* 16. Januar 1975 in Crossville, Tennessee) ist eine amerikanische Schauspielerin.

## Leben
Julie Ann Emery ist die Tochter von Gary Emery, einem Milchbauern, und Janice Emery (geborene Fields), einer Computeranalystin. An der Webster University in St. Louis studierte sie Schauspielerei und startete im Alter von 16 Jahren ihrer Karriere auf der Theaterbühne. Am College lernte sie ihren späteren Ehemann Kevin Earley kennen. Heute lebt sie gemeinsam mit ihm, inzwischen ein Broadway- und Theaterschauspieler, in Los Angeles, Kalifornien.
Sie spielte auch in verschiedenen Theaterstücken mit, darunter Toll trieben es die alten Römer (A Funny Thing Happened on the Way to the Forum) oder Bye Bye Birdie.

## Filmografie (Auswahl)

### Spielfilme
- 2002: Reality Check (Reality Kills)
- 2005: Hitch – Der Date Doktor (Hitch)
- 2006: Gillery’s Little Secret (Kurzfilm)
- 2008: The House – Die Schuldigen werden bestraft (House)
- 2008: Nichts als die Wahrheit (Nothing But the Truth)
- 2008: The Rainbow Tribe
- 2011: The A Plate
- 2012: The History of Future Folk
- 2012: The Letter
- 2013: Movie 43
- 2014: Cowgirls and Angels 2: Dakotas Pferdesommer (Dakota’s Summer)
- 2017: Gifted
- 2018: Christmas on the Coast

### Fernsehserien
- 2001–2003: Emergency Room – Die Notaufnahme (ER, 6 Folgen)
- 2002: Taken (Miniserie, 3 Folgen)
- 2003: CSI: Miami (Folge 1x18)
- 2003–2004: Line of Fire (13 Folgen)
- 2005: Alias – Die Agentin (Alias, Folge 4x06)
- 2005: Welcome, Mrs. President (Commander in Chief, 5 Folgen)
- 2006: Bones (Folge 2x9)
- 2007–2008: October Road (3 Folgen)
- 2008: Dexter  (Rollenspiele, Folge 3x4)
- 2009: Terminator: The Sarah Connor Chronicles (Folge 2x16)
- 2009–2011: Then We Got Help! (20 Folgen)
- 2011: Suits (2 Folgen)
- 2014: Navy CIS (NCIS, Folge 11x12)
- 2014: Fargo (4 Folgen)
- 2014: Unforgettable (3x7 Throwing Shade)
- 2015–2022: Better Call Saul (5 Folgen)
- 2016: Major Crimes (5 Folgen)
- 2017–2019: Preacher (25 Folgen)
- 2020: Bosch (10 Folgen)
- 2022: Memorial Hospital – Die Tage nach Hurrikan Katrina (Five Days at Memorial, Miniserie, 6 Folgen)
- 2024: Elsbeth (Fernsehserie, 2 Folgen)
- 2024: Star Wars: Skeleton Crew (Fernsehserie, 2 Folgen)